# Neil Asher Silberman
Neil Asher Silberman (* 19. července 1950, Boston) je archeolog a historik. Studoval na Univerzitě Wesleyan a Hebrejské univerzitě. Je členem edičních rad několika odborných časopisů, prezidentem International Council on Monuments and Sites.

## Publikace
- Česky
  - FINKELSTEIN, Israel – SILBERMAN, Neil Asher. Objevování Bible. Svatá Písma Izraele ve světle moderní archeologie. 1. vyd. Praha: Vyšehrad, 2007. ISBN 978-80-7021-869-3.
  - FINKELSTEIN, Israel – SILBERMAN, Neil Asher. David a Šalamoun. Počátky mesianismu ve světle moderní archeologie. 1. vyd. Praha: Vyšehrad, 2010. ISBN 978-80-7429-016-9.

- Anglicky
  - Digging for God and Country (1982)
  - The Hidden Scrolls (1994)
  - The Archaeology of Israel (1995)
  - Invisible America (1995)
  - Archaeology and Society in the 21st Century (2001)
- Seznam děl v Souborném katalogu ČR, jejichž autorem nebo tématem je Neil Asher Silberman